# Чота
Чота (исп. Chota) — город на севере Перу. Административный центр района Чота и провинции Чота в регионе Кахамарка. Расположен в 150 км к северу от города Кахамарка и в 219 км к востоку от города Чиклайо.
Является центром территориальной прелатуры Чота архиепархии Пьюры Католической церкви. В Чоте находится кафедральный собор Всех Святых.
Ближайший аэропорт находится близ города Кахамарка.
Главный праздник — святого Иоанна Крестителя 24 июня.

## История
В провинции Чота находится археологический памятник Пакопампа.
Город Чота основан в 1550-е годы. Во время Второй тихоокеанской войны чилийцы захватили город и 29 августа 1882 года сожгли его.